# Unaí
Unai (port. Unaí, früher: Rio Preto) ist ein brasilianisches Município im Nordwesten des Bundesstaates Minas Gerais. Sie wurde 1873 als Rio Preto gegründet und 1943 zur Stadt (cidade) erhoben und in Unaí umbenannt. Laut der Volkszählung von 2022 hatte sie 86.619 Einwohner.

## Etymologie
Das Wort „Unaí“, das den Namen der Gemeinde bezeichnet, ist ein Anagramm aus dem Tupi-Guarani-Wort ‚Iuna‘, dem Namen, den die Indianer dem Fluss gaben, der durch die Region fließt, und der „dunkles Wasser“ bedeutet. Diese Lösung wurde von den früheren Bewohnern der Region gewählt, um Verwechslungen mit den Namen anderer Städte in der Region zu vermeiden, die den Begriff bereits verwendet hatten, wie z. B. Rio Preto.

## Geschichte
In Unaí (Minas Gerais) sticht die archäologische Stätte Gruta do Gentio II hervor, in der Spuren von mehr als 10 000 Jahre alten Jägern und Sammlern sowie von fast 4000 Jahre alten Gartenbauern gefunden wurden, die, wie die zahlreichen Pflanzenreste belegen, Mais, Erdnüsse, Kürbisse und Kürbisse anbauten. Die Gemeinde beherbergt die ältesten brasilianischen Töpferwaren außerhalb des Amazonasgebiets, die 3.500 Jahre alt sind.
Als die ersten Europäer in Brasilien ankamen, war der zentrale Teil des Landes von Ureinwohnern der Makro-Jê-Sprachgruppe bewohnt, unter anderem von den Acroás, Xacriabás, Xavantes, Caiapós und Javaés. Im 16., 17. und 18. Jahrhundert zogen zahllose Expeditionen portugiesischer Nachkommen (die so genannten Bandeirantes) durch die Region auf der Suche nach Gold, Edelsteinen und einheimischen Sklavenarbeitern.
Im 19. Jahrhundert ließen sich der Bauer Domingos Pinto Brochado und seine Familie in einem Gebiet in der Nähe des Rio Preto namens Capim Branco nieder. Im Jahr 1873 wurde diese Siedlung unter dem Namen Rio Preto in die Kategorie der zu Paracatu gehörenden Bezirke aufgenommen.
Nach Angaben des Historikers Olympio Gonzaga umfasste die Gemeinde Paracatu im Jahr 1910 51.227 Quadratkilometer und hatte 60.000 Einwohner. Sie bestand aus den Bezirken Água Fria, Alegres, Buritis, Cana Brava, Catinga, Formoso, Guarda-Mor, Lajes, Morrinhos (heute Arinos) und Rio Preto (heute Unaí) sowie dem Hauptbezirk.
Im Jahr 1923 wurde der Name des Bezirks in Unaí geändert, was eine Tupi-Übersetzung des früheren Bezirksnamens Rio Preto ist. 1943 wurde Unaí von dem Munizip Paracatu emanzipiert.
Am 28. Januar 2004 wurden drei Arbeitsinspektoren und ihr Fahrer während einer Inspektion von landwirtschaftlichen Betrieben in der Region ermordet, ein Verbrechen, das landesweit als das Massaker von Unaí (Chacina de Unaí) bekannt wurde.

## Geographie
Sie liegt in der nordwestlichen Mesoregion von Minas Gerais und in der Mikroregion Unaí und hat eine Fläche von 8.492 Quadratkilometern, was 1,443 Prozent des Bundesstaates, 0,9155 Prozent der Região Sudeste Brasiliens und 0,0996 Prozent des gesamten brasilianischen Territoriums entspricht.
Zu den wichtigsten Wahrzeichen gehören:
- Gruta do Tamboril, etwa 1.178 Meter tief;
- Gruta do Gentio;
- Lapa do Sapezal oder Gruta da Moeda;
- Cachoeira da Jiboia (140 Meter freier Fall);
- Cachoeira do Queimado;
- Cachoeira do Rio Preto (zwei Kilometer vom Zentrum der Gemeinde entfernt);
- Quilombo-Höhle (der Name stammt aus dem 19. Jahrhundert, als Schwarze, die mit den harten Arbeitsbedingungen in den Goldminen von Paracatu unzufrieden waren, in der Höhle Zuflucht suchten);
- Serra Geral do Rio Preto;
- Serra do Pico;
- Serra do Jataí;
- Córrego do Forró;
- Pedra do Canto – befindet sich auf der Farm Pedra. Er hat die Form des Hutes von Napoleon.
- Serra Geral do Rio Preto – trennt die Mikrobecken der Flüsse Preto und Urucuia.
- Serra do Pico und Serra do Jataí – Langgestreckt und parallel, trennen sie die Hänge der Flüsse Roncador und Canabrava. Neben der Gruta do Gentio II gibt es noch die Gruta Gentio I, die Gruta do Tamboril und die Gruta Sapezal oder Lapa da Moeda mit einem Durchmesser von etwa 80 Metern und verschiedenen Stalaktiten- und Stalagmitenformationen sowie einem Blauwassersee. Sie ist vierzig Kilometer von der Stadt Unaí entfernt und befindet sich im Inneren eines Berges auf einem Privatgrundstück.

Besonders hervorzuheben ist der Jiboia-Wasserfall, der sich etwa achtzig Kilometer von Unaí entfernt befindet. Der Wasserfall wird vom Bach Jiboia gebildet und hat einen freien Fall von etwa 140 Metern.

### Hydrographie
Die Gemeinde befindet sich im Einzugsgebiet des Flusses São Francisco.
- Rio Preto
- Rio São Marcos
- Ribeirão Soberbo
- Ribeirão do Carmo
- Ribeirão Aldeia
- Ribeirão Roncador
- Ribeirão Canabrava

In Unaí befindet sich das Wasserkraftwerk Queimado.

## Klima
Das Klima ist tropisch-feucht und die Temperaturen reichen von 18 °C im Tiefst- bis zu 32 °C im Höchststand. Der Niederschlagsindex, der anhand der Daten der Wetterstation des Nationalen Meteorologischen Instituts (Instituto Nacional de Meteorologia – INMET) in der Stadt berechnet wurde, liegt bei über 1.300 Millimetern (mm), wobei die Regenzeit von Oktober bis April dauert. Von 1978 bis 1984 und ab 1986 wurde die niedrigste Temperatur an der Station am 9. Juni 1981 gemessen, mit einem Minimum von 5,1 °C. Andererseits wurde sechsmal ein absoluter Höchstwert von 42,6 °C gemessen, davon zweimal im Oktober 2020, am 8. und 9. September, und einmal im Jahr 2023, am 26. September sowie am 14, 15. und 17. November. Der Rekord für die kumulierte Niederschlagsmenge innerhalb von 24 Stunden liegt bei 222,8 mm am 2. Februar 2005. Der Dezember 1989 hält mit 726,5 mm den Rekord für den nassesten Monat in der historischen Reihe, gefolgt von Dezember 1987 (626,6 mm), Januar 1983 (597,6 mm) und März 1991 (560,3 mm).

## Demografie
Zwischen 2000 und 2010 wuchs die Bevölkerung von Unaí um durchschnittlich 1,03 % pro Jahr. Im vorangegangenen Jahrzehnt, von 1991 bis 2000, betrug die durchschnittliche jährliche Wachstumsrate 1,49 %. Im Bundesstaat lagen diese Raten zwischen 2000 und 2010 bei 1,01 % und zwischen 1991 und 2000 bei 1,01 %. Im Land lagen sie zwischen 2000 und 2010 bei 1,01 Prozent und zwischen 1991 und 2000 bei 1,02 Prozent. In den letzten zwei Jahrzehnten ist die Urbanisierungsrate um 18,90 % gestiegen.
| Volkszählung | Bevölkerung | %       |
| ------------ | ----------- | ------- |
| 1991         | 69.612      | -       |
| 2000         | 70.033      | 0,6 %   |
| 2010         | 77.565      | 10,8 %  |
| 2022         | 86.619      | 11,67 % |

## Verwaltung

### Prefeitura
Die Prefeitura Municipal wurde am 7. September 1975 eingeweiht und galt seinerzeit aufgrund seiner Schönheit und Funktionalität als eines der schönsten Exekutivgebäude im Landesinneren von Minas Gerais. Das Gebäude besteht aus drei Etagen, einem Erdgeschoss und zwei weiteren Etagen mit einer Grundfläche von jeweils 640 m². Die Umgebung ist ein schöner Garten. Der Capim-Branco-Palast befindet sich auf dem JK-Platz, der im Volksmund Praça da Prefeitura genannt wird.

### Câmara
Die erste Câmara Municipal von Unaí wurde am 23. September 1947 unter dem Vorsitz von Dr. Geraldo Pinto de Sousa errichtet und befindet sich im José-Vieira-Machado-Palast an der Ecke der Avenida Governador Valadares und José Luís de Adjuto.

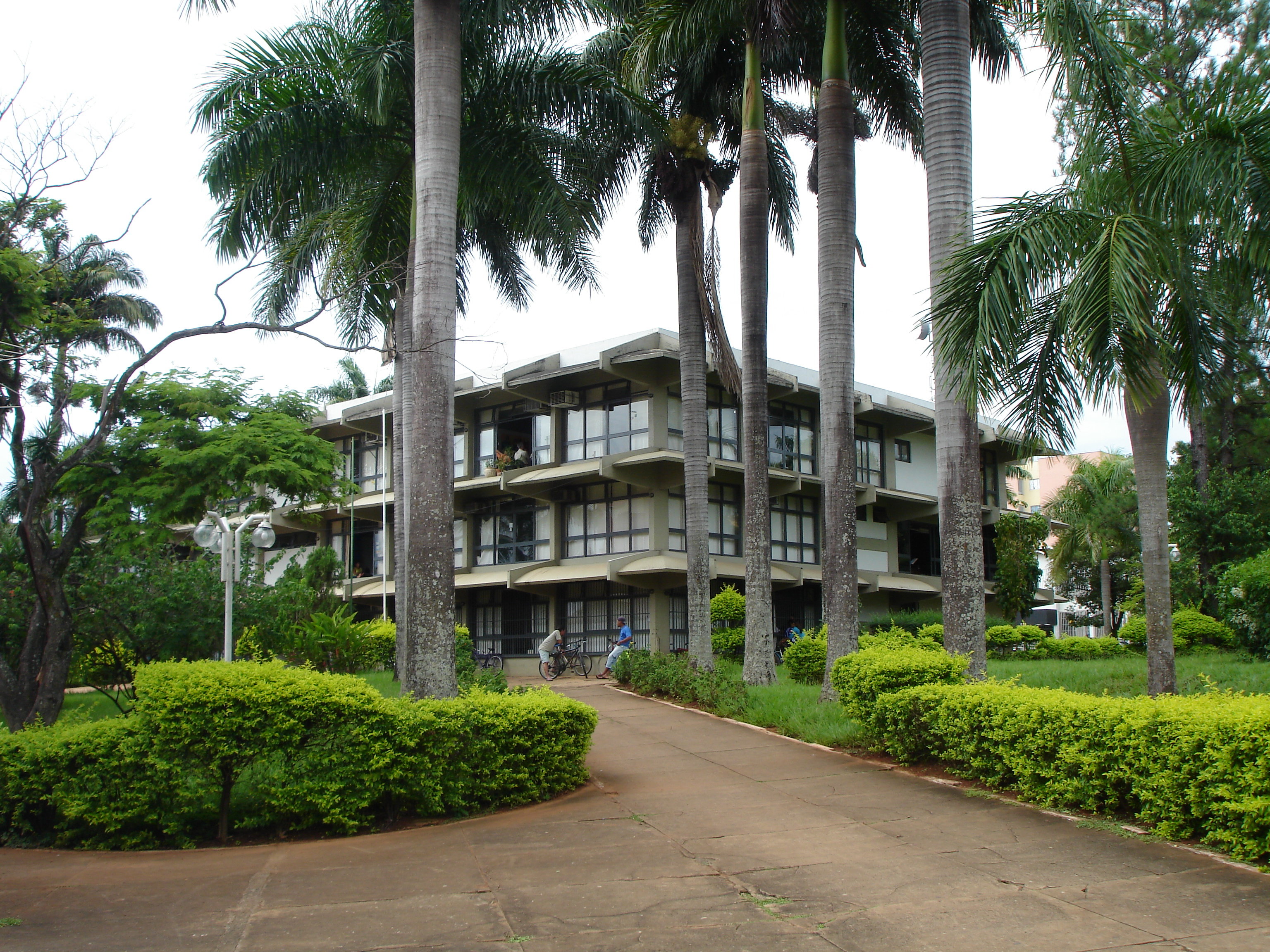
Prefeitura Municipal von Unaí
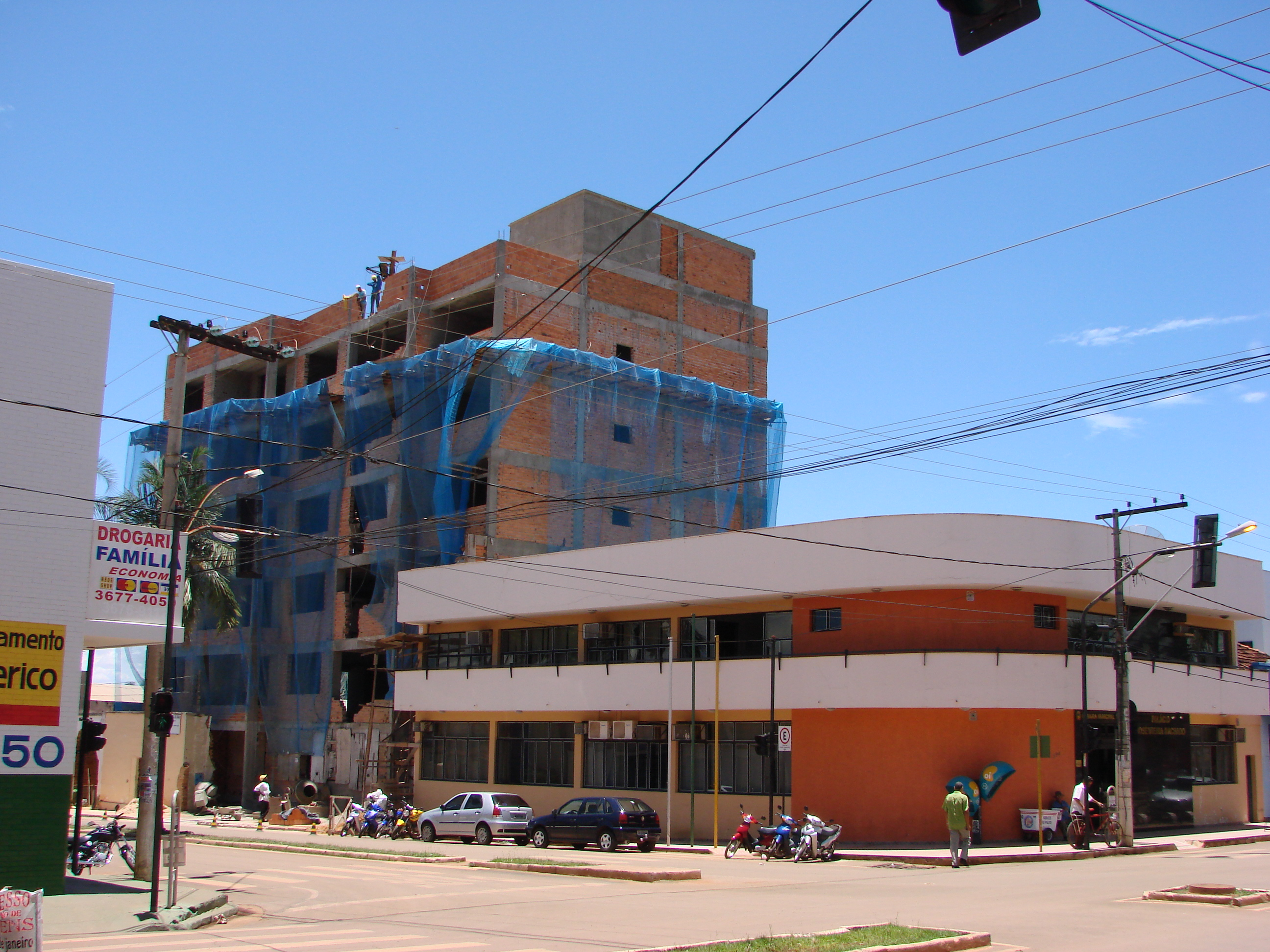
Câmara Municipal von Unaí
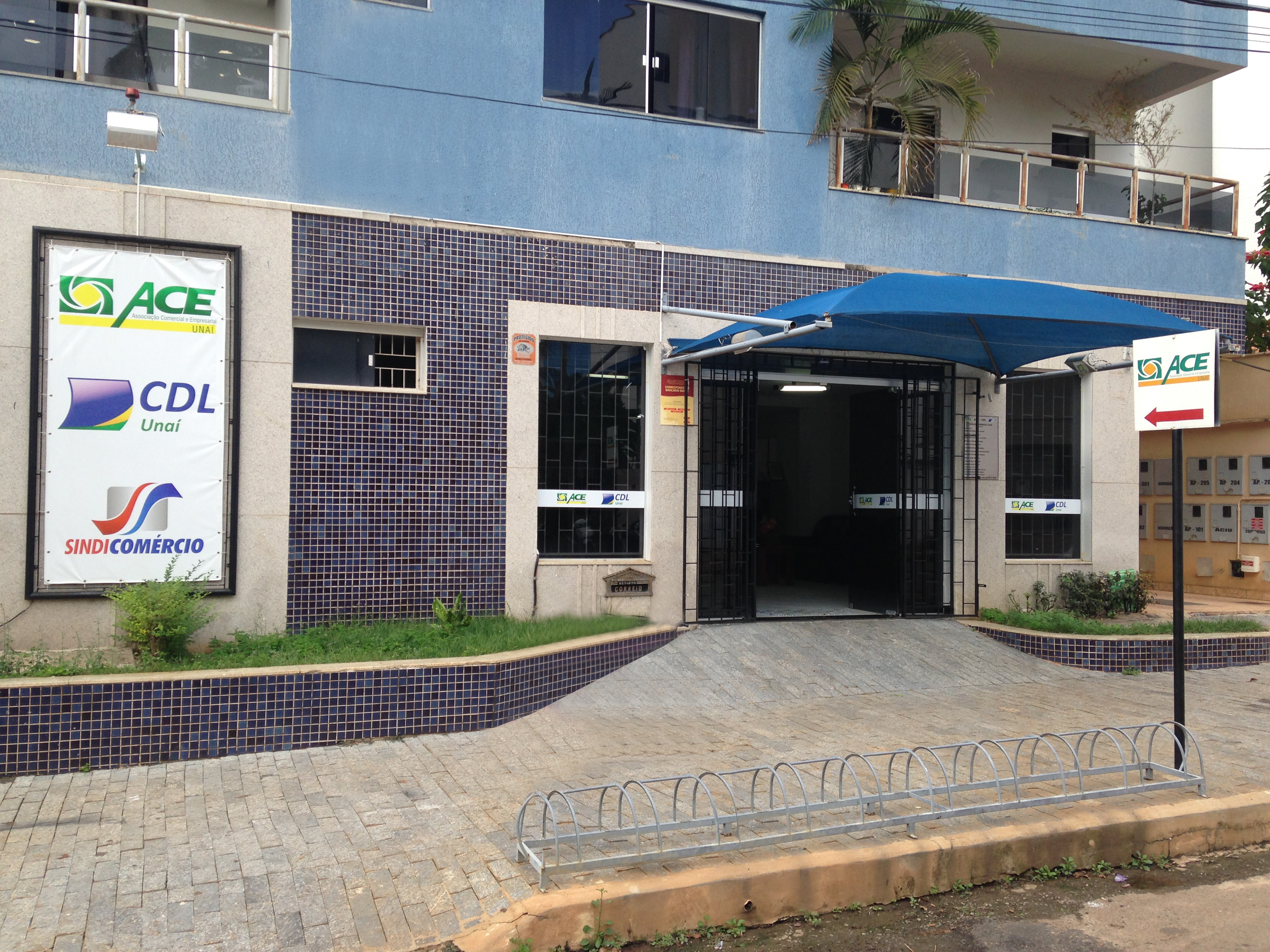
Handels- und Gewerbeverein Unaí (Associação Comercial e Empresarial de Unaí)

## Sport

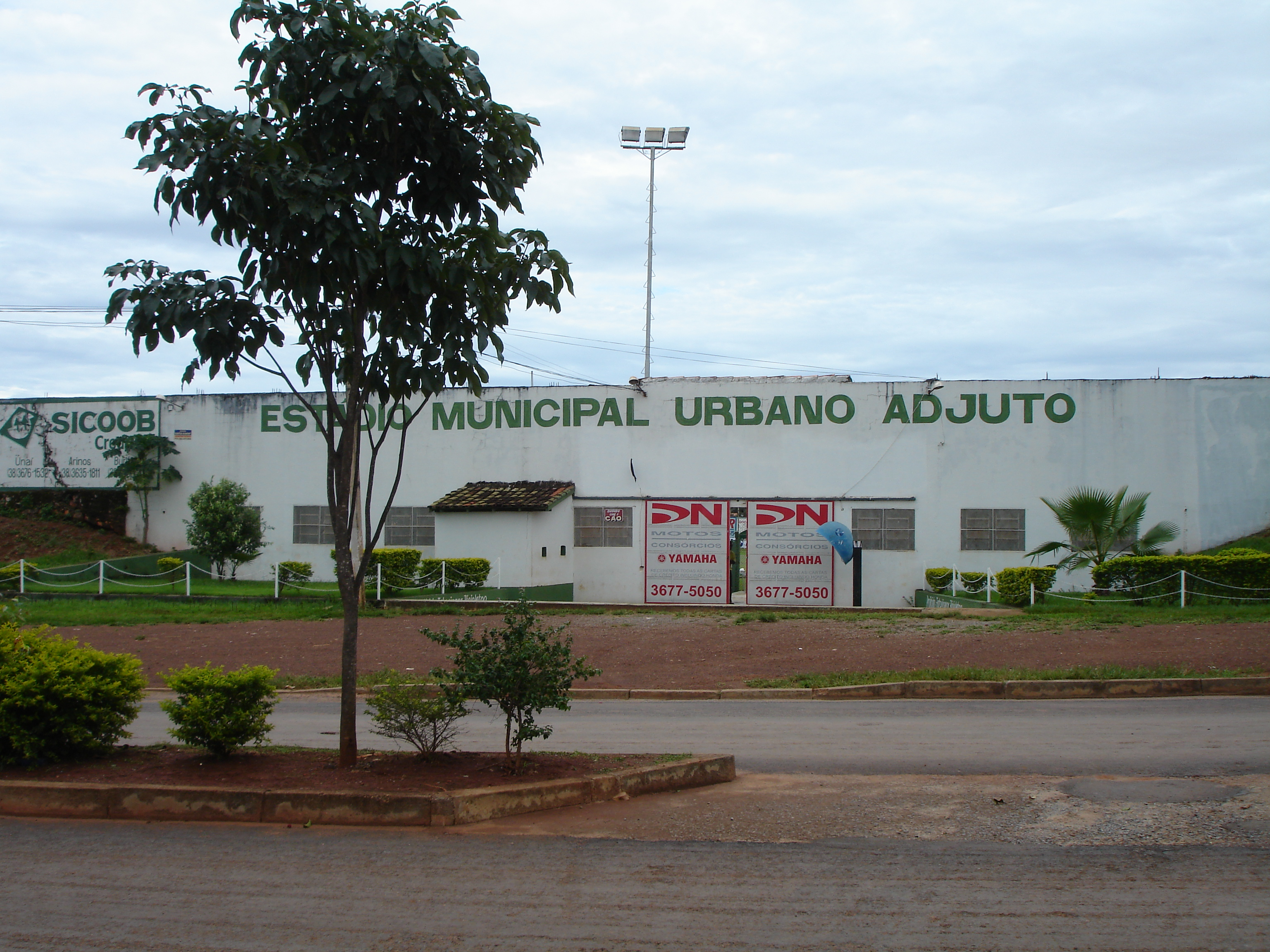
Städtisches Stadion Urbano Adjuto (Estádio Municipal Urbano Adjuto)

Durch die Nähe zum Bundesdistrikt verfügte Unaí über einen Fußballverein, den Unaí Esporte Clube, der in der brasilianischen Meisterschaft spielte.

## Bildung

### Hochschulwesen
- Factu (Privat)
- Faculdade CNEC Unaí (Privat)
- Facisa (Privat)
- Universidade Estadual de Montes Claros, Campus Unaí (Unimontes)
- Universidade Federal dos Vales do Jequitinhonha e Mucuri (UFVJM)[16]

## Wirtschaft

### Landwirtschaft und Viehzucht
Die Wirtschaft von Unaí stützt sich seit Beginn der politischen Emanzipation auf Landwirtschaft und Viehzucht und ist einer der größten Getreideproduzenten Brasiliens, manchmal der größte Produzent von Bohnen, manchmal der größte Produzent von Mais, aber auch von Soja, Reis, Sorghum, Weizen und anderen Feldfrüchten. Es ist auch eine Gemeinde mit großen Gemüseanbauflächen. Es gibt landwirtschaftliche Betriebe, die die Region mit Hähnchen beliefern.
In der Viehwirtschaft sind vor allem Fleischrinder und Milchkühe zu nennen. In der Region Unaí gibt es zahlreiche landwirtschaftliche Betriebe, die Rinder züchten und deren Produktion sowohl auf dem inländischen als auch auf dem ausländischen Markt vermarktet wird. Was die Milchwirtschaft betrifft, so liegt der Schwerpunkt auf der Haltung und Zucht von Milchkühen, was die Stadt zum drittgrößten Milchwirtschaftsgebiet Brasiliens hinter Castro-PR (Platz 1) und Guaxupé-MG (Platz 2) macht. Im Bundesstaat Minas Gerais ist die Stadt der zweitgrößte Milcherzeuger. 2004 wurde Unaí vom brasilianischen Institut für Geographie und Statistik zum größten Bohnenproduzenten Brasiliens ernannt und erreichte mit 798.500 Tonnen den ersten Platz in der Getreideproduktion von Minas Gerais.

### Tourismus

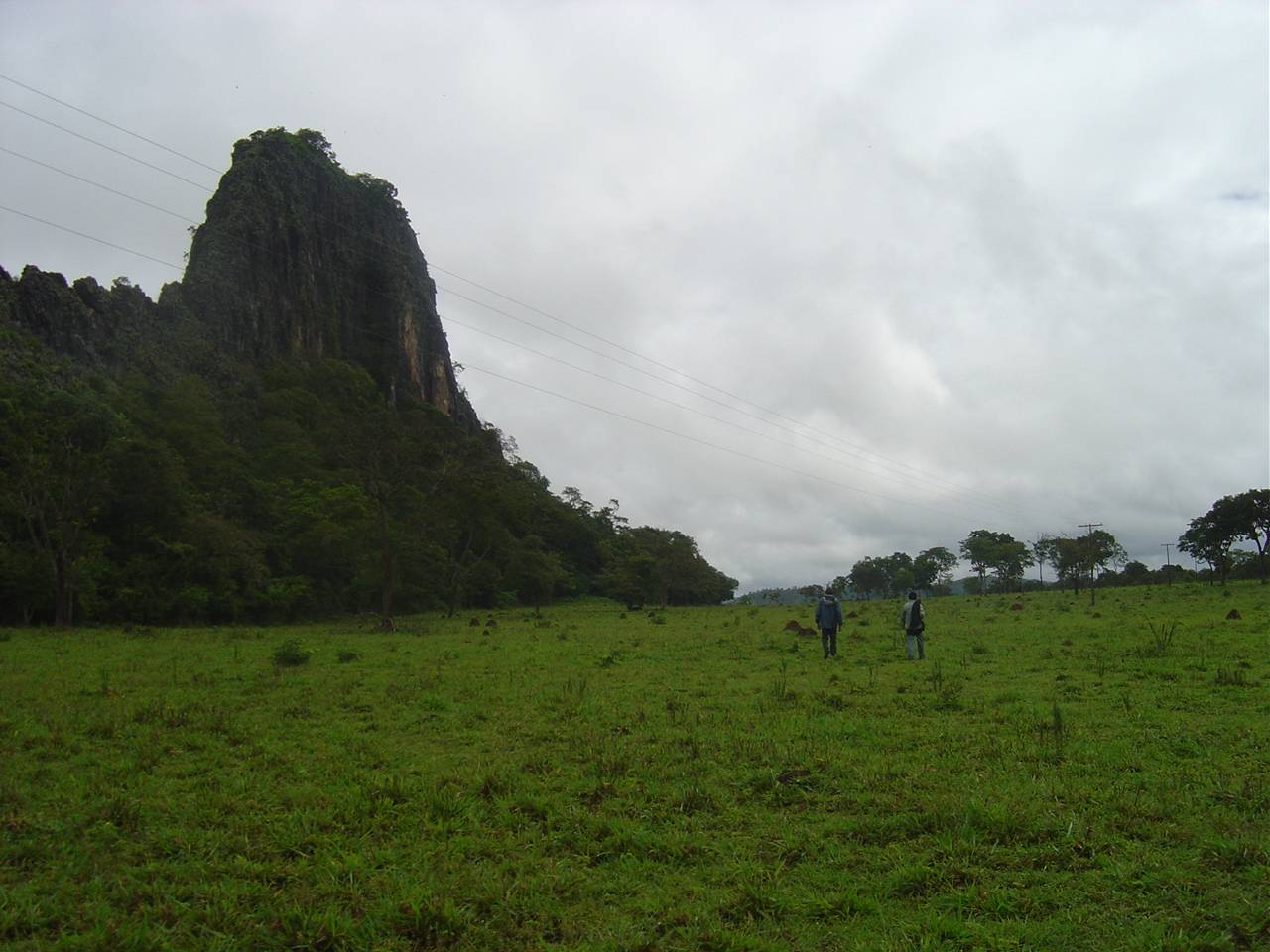
Pedra do Canto Unai

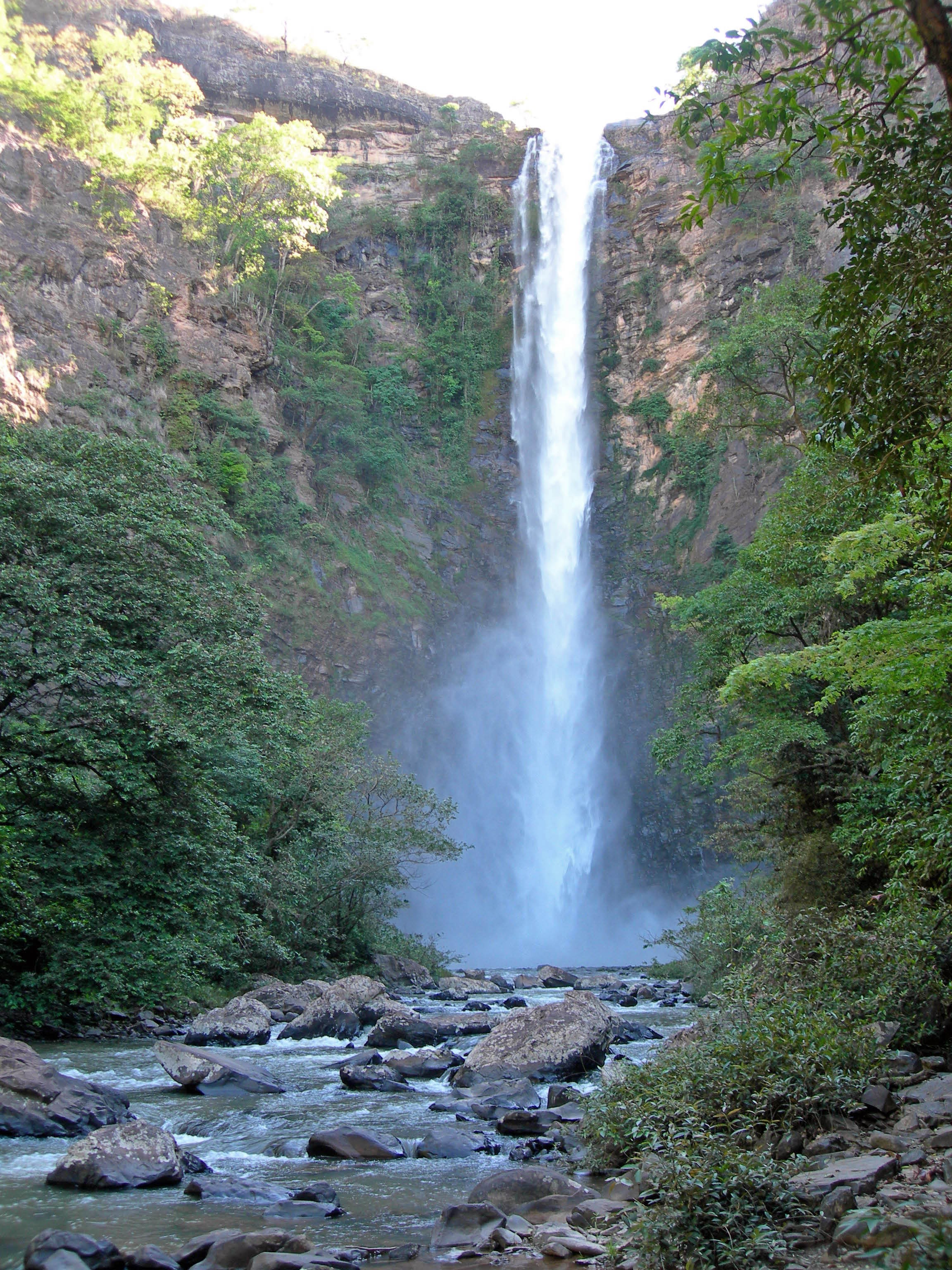
Jiboia-Wasserfall (Cachoeira da Jiboia)

Trotz der zahlreichen Naturattraktionen wie Höhlen und Wasserfälle ist der Ökotourismus in Unaí noch nicht sehr groß. Zu ihren Attraktionen gehören:
- Pedra do Canto
- Cachoeira da Jiboia
- Cachoeira do Rosário
- Lapa do Sapezal ou Gruta da Moeda
- Gruta do Tamboril
- Cachoeira do Rio Preto
- Cachoeira do Zico Esteves
- Cachoeira do Bebedouro
- Cachoeira São Miguel
- Lapa da Foice
- Gruta do Curral
- Gruta do Gentio
- Gruta Bart Cave, entre outras do Sistema Areia
- Gruta da Ritinha do Mamoeiro
- Trilha do Zé Pauzinho
- Gruta do Sapezal

## Zugang und Transport
Der öffentliche Nahverkehr in Unaí wird von der Gesellschaft Expresso Planalto betrieben, die alle Stadtteile durchquert.
Unaí ist durch drei asphaltierte Autobahnen mit dem Rest des Landes verbunden:
- BR-251 – (Unaí/Brasília/Brasilândia de Minas/Bonfinópolis de Minas/Dom Bosco)[17]
- MG-188 – (Unaí/Paracatu/Cabeceira Grande)[18]
- LMG-628 – (Unaí/Buritis/Arinos)[19]